# Sara Joffré
Sara Joffré Gonzáles (Callao, 16 de noviembre de 1935 - 16 de diciembre de 2014) fue una dramaturga, directora, crítica de teatro, editora, traductora, investigadora, actriz, poeta y gestora de proyectos teatrales. Constituyó parte importante para la consolidación de un movimiento teatral en Perú. Fue directora y fundadora de Homero Teatro de Grillos en 1963, grupo donde inició su singular interés por el teatro para los niños en el ambiente cultural del Perú, y en 1974 inicio con la Muestra de Teatro Peruano.

## Biografía

### Inicios como dramaturga
Empezó su trabajo como autora teatral en 1961 con las obras “En el jardín de Mónica” y “Cuento alrededor de un círculo de espuma”, que le valdrían el premio International Theatre Institute ITI y una bolsa de viaje a Inglaterra financiada por el British Council. Su trabajo tuvo tanto impacto que Ciro Alegría lo elogio en una crítica teatral, quizá la única que escribió, resaltando su dramática intensidad y las bellas imágenes poéticas. Ya en este punto empieza a asomarse la niñez como idea que consagrara una profunda reflexión en su trabajo como dramaturga y desarrollara su pensamiento.  

### Homero Teatro de Grillos
En 1963 fundó junto a Aurora Colina, Víctor Galindo, Jaime Castro, Alejandro Elliot, Oscar Lozano, este último se retiró desde el principio, luego entra un joven actor, Homero Rivera, que presta su nombre al grupo, que decidió ser Grillos, pues el teatro -según- dijeron era una olla de grillos, así es que quedó como Homero, Teatro de Grillos, que se dedicaría exclusivamente a la producción de obras de teatro para niños, donde también adaptó cuentos clásicos llevándolos a la escena local. Sara encontró en los recuerdos de su niñez el fundamento para desarrollar su vocación, llevándola a entregar lo mejor de sí en la búsqueda de un espacio especial para los niños, donde se les pueda ofrecer, mediante el teatro, una tribuna en la que se pueda promover sus derechos a la vida y a ser felices.

### Influencia de Bertolt Brecht
Sara fue miembro de la Asociación Internacional Bertolt Brecht con sede en Estados Unidos. Siempre se sintió conectada con el trabajo del dramaturgo alemán. Desde los años setenta realizó talleres difundiendo su obra, llevó sus piezas a escena, le dedicó exposiciones e investigó su influencia en la escena local, emulándolo a través de su propia dramaturgia.  

### Primera muestra de Teatro Peruano
La estadía en Europa afianzó, en Sara, una necesidad de fomentar la existencia de un teatro peruano, esta idea se materializo con la Primera Muestra de Teatro Peruano organizado por Homero Teatro de Grillos el año 1974, en su local en Bellavista, Callao. 
Sara difundió el trabajo de escritores peruanos, consciente de la necesidad de establecer los cimientos de esta actividad motivó a los jóvenes iniciantes y durante años editó sus obras, en un inicio, desde Homero Teatro de Grillo y luego desde la revista Muestra, que acogió a jóvenes autores durante catorce años. 

### Creación de la revistaMuestra
En los últimos años se dedicó a escribir, enseñar y a promover el teatro. Sara Joffré llegó a publicar 24 números de su revista, autogestionada, "Muestra".  Con la finalidad de difundir el trabajo de jóvenes dramaturgos peruanos, que lanza su primera edición en enero del año 2000. Dicha revista publica únicamente a dramaturgos peruanos y llegó a tener veinticinco números, el último sería lanzado el 28 de febrero de 2015, luego de la muerte de su fundadora.  

### Difusión de la crítica teatral
Esta actividad, antes de Sara, era poco entendida en los medios locales. La magnitud de su aporte como difusora de la crítica teatral no solo radica en sus escritos o en su colaboración con distintos medios, sino que a la par realizó talleres dirigidos a estudiantes con el objetivo de motivarlos, hacerles entender la carga de la realidad, que aprendan a indignarse y discrepar. Reconoció el potencial que tenía la juventud y les brindo siempre un espacio siempre que pudo. El año 2010 apostó por el Taller de Crítica Teatral Sanmarquina apoyando la creación de un blog como forma de autogestionar un espacio de expresión.  
En 2010 recibió el reconocimiento de Personalidad Meritoria de la Cultura.

### Últimos trabajos
En el año 2010, el premio literario Casa de las Américas, haciendo homenaje especial al bicentenario de la independencia en la región, contó como parte de su jurado calificador a la dramaturga peruana Sara Joffré. 
Participó como expositora sobre el teatro peruano en el Festival Pirologías 2010, en Argentina, quedándose a participar también de los festivales de La Cordura del Copete y de El Baldío, con la obra Especies, obra que escribió junto con la participación del grupo Espacio Libre en el año 2009. Los participantes en la creación de este texto fueron: Sara Joffré, Omar Del Águila, Jonathan Oliveros, Juan José Oviedo y Diego La Hoz. 
Especies se estrenó en el Teatro Auditorio de Miraflores (Lima, Perú), y luego fue representada en el Segundo Encuentro del Barranco (Lima, Perú); en la XII Muestra Regional de Teatro Peruano – Ica / Perú, en donde fue reconocida como la mejor obra del 2010; en Ecuador; en el Festival Pirologías 2010 (Argentina); el Festival de las Víspera(Argentina); Archivado el 7 de mayo de 2021 en Wayback Machine. 2010 (Buenos Aires, Argentina);y en Chile, el mismo año. 

## Temáticas de sus obras
Su trabajo como dramaturga siempre apuntó al fomento de un pensamiento propio y crítico frente a la sociedad. No basta con disfrutar una función de teatro, por ello, sus obras trataron temas polémicos como el aborto, la inocencia, la dignidad, el desamor, la violencia doméstica, el maltrato infantil, la injusticia social, pero también sobre la esperanza y la vida. En muchos casos se inspiró en personajes cuyas biografías de algún modo encarnaban todas estas condiciones, como sus heroínas Camile Claudel, Flora Tristán, Elvira, la hija de Lope. Como dramaturga su obra alcanzó una dimensión internacional siendo muy reconocida en Argentina, España, Brasil y Cuba. 

## Obras teatrales

### Obras para la escena (2002).
- El jardín de Mónica (1961).
- Cuento alrededor de un círculo de espuma (1961).
- Una obligación (1974).
- Una guerra que no se pelea (1979).
- La hija de Lope (1989).

- Niña Florita (1990).
- La madre (1994).
- Camille (1999).
- Camino de una sola vía (2000).

### Siete obras de teatro (2006).
- Se administra justicia (1968).
- Se consigue madera (1968).
- Pre - texto (1968).
- Los tocadores de tambor o Parábola del servilismo (1974).
- Pañuelos, bandera, nubes (1989).

- El Lazarillo (2000).
- Monólogo n°1 (2000).

## Obras Publicadas en la revista Muestra
- Muestra N.º 1 - enero de 2000. Camille (Sara Joffré)[8]
- Muestra N.º 2 - julio de 2000. Cristo light (Eduardo Adrianzén)
- Muestra N.º 3 - noviembre de 2000. Carne quemada (Jaime Nieto)
- Muestra N.º 4 - abril de 2001. Vino la luna (Roberto Sánchez-Piérola) / La sirena sobre el iceberg (César De María)
- Muestra N.º 5 - mayo de 2001. Dulces sueños (Ruth Vásquez) / La multa - El campesino - Nube negra sobre Lima (Sergio Arrau)
- Muestra N.º 6 - agosto de 2001. Un verso pasajero (Gonzalo Rodríguez Risco) / Dos calculadores - El ocaso de la primavera (José Manuel Lázaro)
- Muestra N.º 7 - enero de 2002. Transitando (Alicia Saco) / Los ojos de Lázaro (Carmen Luz Bejarano) / La niña de cera (Maritza Núñez)
- Muestra N.º 8 - marzo de 2002. Dos para el camino (César De María) / Historietas (Paco Caparó)
- Muestra N.º 9 - junio de 2002. Tiernísimo animal (Juan Carlos Méndez)
- Muestra N°10 - diciembre de 2002. Perdidos (Kareen Spano) / Las mujeres de la caja (Cecilia Podestá)
- Muestra N°11 - abril de 2003. Sobre el encierro y debajo (Roberto Sánchez Piérola)
- Muestra N°12 - agosto de 2003. Tres historias del mar (Mariana de Althaus) - ¿Cuál te gusta más? (Gustavo Cabrera)
- Muestra N°13 - diciembre de 2003. El dolor por tu ausencia (Jaime Nieto)
- Muestra N°14 - abril de 2004. Los hijos de los perros no tienen padre (Aldo Miyashiro)
- Muestra N°15 - octubre de 2007. La cisura de Silvio (Víctor Falcón)
- Muestra N°16 - febrero de 2008. Carmen - Una despedida imprevista (Daniel Dillón)
- Muestra N°17 - mayo de 2008. Entre dos luces (César Bravo) - Refugio de Ángeles (Fernando Flores) - Cuando el día viene mudo (Diego La Hoz)
- Muestra N°18 - octubre de 2008. Asunto de tres (Gonzalo Rodríguez Risco)
- Muestra N°19 - febrero de 2009. Demonios en la piel (Eduardo Adrianzén)
- Muestra N°20 - junio de 2009. Paralelos Secantes - In nomine (Juan Manuel Sánchez)
- Muestra N°21 - mayo de 2010. Fe de ratas (Diego La Hoz) / El gran ojo (Paco Caparó)
- Muestra N°22 - marzo de 2011. Tú no entiendes nada (Juan José Oviedo) / Ophelia (Walter Maradiegue) / El espejo de Mamma Mía (Martín Curinanbe)
- Muestra N°23 - diciembre de 2012. Conversaciones sobre la felicidad (César Vera LaTorre) / Ulises dos veces (Ricardo Morante)
- Muestra N°24 - junio de 2013. Naturaleza vida (Alfonso Santistevan) / Cuero negro (Jamil Luzuriaga) / Fraterno (Miguel Ángel Agurto) / Imaginario (Francisco Mucha)

## Otros textos
- Críticos, comentaristas y divulgadores (1993).
- Alfonso La Torre. Su aporte a la crítica de teatro peruano. (2012).
- Teatro hecho en el Perú (2003).

- Bertolt Brecht en el Perú - Teatro (2001).
- El libro de la Muestra de Teatro Peruano (1997).
- El Callao. Poemario (2007). Lima : Tranvías editores.